# Сандра Перовић
Сандра Перовић је српска новинарка, тв ауторка и филмска критичарка и уредница. Перовићева је главни и одговорни уредник Забавног програма Радио-телевизије Србије.

## Биографија
Она је ћерка певача Славка Перовића. Дипломирала је на Правном факултету Универзитета у Београду.
Аутор је специјализоване емисије о филму „Велика илузија”, а позната је по многобројним интервјуима са највећим светским редитељима и глумцима. Наследила је Оливеру Ковачевић на месту главног и одговорног уредника Забавног програма РТС-а,  где  је од почетка своје телевизијске каријере.
Извештава  са филмских фестивала као што су Кански филмски фестивал, Филмски фестивал у Венецији, Филмски фестивал у Берлину. На сва три фестивала била је члан међународних жирија критике ФИПРЕСЦИ - Светске федерације филмских критичара. Године 2023. Удружење страних новинара акредитованих у Холивуду, изабрало је за међународног гласача за једну од најпрестижнијих филмских награда на свету - Златни глобус.